# توفيق الفراتي
توفيق بن أحمد عارف بن ملا قاسم المفتي، رحالة وباحث وأديب عراقي، ولد في مدينة عنة بمحافظة الأنبار غرب العراق، عام 1308هـ/1890م، وهو ابن الشيخ أحمد عارف بن ملا قاسم بن محمد بن عبد الله آل عريم العاني. ولقد كان والده أحمد عارف يشغل منصب مفتي عنة في عهد الدولة العثمانية، وكذلك عمه عبد الكريم بن الملا قاسم شغل منصب مفتي قضاء الميادين من أعمال دير الزور في العهد العثماني.
نشأ وترعرع توفيق العاني المعروف باسم الأستاذ الفراتي في قضاء عنة المطلة على نهر الفرات، ودرس وتعلم القرآن وهو صغير وعمره ستة سنوات عند الكتاتيب، وعندما بلغ الثالثة عشر من عمره أجاد القراءة والكتابة وحفظ المتون ومنها الألفية في النحو، وقرأها على والده الذي كان يشغل منصب المفتي في عنة، ولقد أرسله والده إلى بغداد ليتم دراسته على كثير من مشايخ وعلماء بغداد، وبعد أخذه الإجازة العلمية دخل مدرسة المعلمين وحصل على الشهادة التي تجيزه للتدريس في مدارس الحكومة العثمانية، وتوظف معلما في مدارس بغداد الابتدائية في عهد الدولة العثمانية.
لقد كان توفيق الفراتي معروفا بحبه للاطلاع وطلب العلم، وكانت نفسه مجبولة على التفنن في دراسة العلوم، فقرر هجرة وطنه وأهله والسفر والتجول في البلدان، فسافر إلى جميع عواصم أوروبا ثم رحل إلى مسقط ومنها سافر إلى الصين والهند في عشرة سنوات، وقضى معظم عمره في السفر والترحال ورجع إلى موطنه في عنة عام 1922م، وألف مجموعة من المؤلفات منها فلسفية وأخرى قصصية عن رحلاته في بلاد الشرق والغرب، وعرف باسم الأستاذ الفراتي، ومن مؤلفاته (عالم الخيال) أو كلمات الأستاذ الفراتي الذي طبع في مطبعة الحكومة العراقية في بغداد عام 1341هـ/1923م.

## من أولاده
تزوج توفيق الفراتي وله من الأولاد أثنين هما:
- الطبيب قاسم توفيق (1924 -2002م)، وهو باحث متخصص في مرض التدرن الرئوي.[2]
- المحامي والدبلوماسي العراقي حقي توفيق المفتي، (1912 - 2004م).[3]

## وفاته
لم يعرف بالتحديد تاريخ وفاته ولكن كانت آخر رسائله لأهله بتاريخ 1925م، من مسقط في سلطنة عمان حيث أخبرهم بسفره ووجهته إلى بلدان الشرق الأقصى، ولقد سافر بعدها إلى الهند، وفقد بعد ذلك ولم يرجع من سفره وقيل مات هناك وقيل غرقت بهم المركب البحري في السفر.